# Хемеджа
Хемеджа (перс. همه جا‎) — село на севере Ирана, в остане Альборз. Входит в состав шахрестана Кередж. Является частью дехестана (сельского округа) Асара бахша Асара.

## География
Село находится в северо-восточной части Альборза, в горной местности южной части Эльбурса, в долине реки Чешмейе-Пели, на расстоянии приблизительно 31 километра к северо-востоку от Кереджа, административного центра провинции. Абсолютная высота — 2256 метров над уровнем моря.

## Население
По данным переписи 2006 года население села составляло 335 человек (170 мужчин и 165 женщин). В Хемедже насчитывалось 107 домохозяйств. Уровень грамотности населения составлял 77,31 %. Уровень грамотности среди мужчин составлял 81,76 %, среди женщин — 72,73 %.